# Clarice Cliff
Clarice Cliff, née le 20 janvier 1899 à Tunstall (quartier de Stoke-on-Trent, Staffordshire) et morte le 23 octobre 1972 à Clayton (borough de Newcastle-under-Lyme, Staffordshire), est une céramiste et designer industriel britannique.

## Biographie
La famille Cliff s'installe dans la région de  Eccleshall à Tunstall, Stoke-on-Trent vers 1725,. Stoke on Trent est connu comme étant l'une des cinq principales villes productrices de poterie, céramique et porcelaine en Grande-Bretagne, un positionnement de centre manufacturier industriel amorcé depuis le XVIIe siècle avec la révolution industrielle,(p9). Clarice Cliff naît dans un quartier modeste. Son père, Harry Thomas Cliff, travaille dans une fonderie à Tunstall, puis plus tard comme ouvrier dans une mine de charbon, vendeur de bière, quincailler et enfin potier d'étain. Sa mère, Ann (née Machin), travaille dans une fabrique de poterie depuis l'âge de 13 ans, comme son père. Elle devient blanchisseuse pour compléter le revenu familial. La famille compte sept enfants,.
Clarice Cliff est envoyée dans une école différente de celles de ses frères. Après les cours, elle rend souvent visite à une tante qui est peintre à la main dans une entreprise de poterie locale. À cette époque, Cliff réalise aussi des modèles en papier mâché dans son école. À l'école primaire, on apprenait non seulement à lire, écrire et compter, mais les cours de dessin étaient particulièrement importants. Ainsi, des valeurs telles que le respect du devoir, la persévérance et la maîtrise de soi, ainsi que la conscience de sa place dans la société, ont été inculquées à l'école publique.
À l'âge de 13 ans, Cliff commence à travailler dans l'industrie de la céramique. Son premier travail est une dorure, c'est-à-dire l'ajout de lignes dorées dans un style traditionnel. Les sœurs aînées Sarah et Hanna, étaient doreuses. La dorure était un travail de patience et de précision, également en raison du coût du matériau utilisé. Une fois qu'elle maîtrise la technique elle change de tâche pour apprendre la peinture à la main dans un autre département de l'entreprise, tout en étudiant en parallèle le soir, à la Burslem School of Art, ici ils y ont appris à dessiner des plantes et des fleurs, des objets usuels, le dessin géométrique ainsi que l'étude de l'histoire et des styles décoratifs.

### Débuts
En 1915 elle quitte son emploi de doreuse et trouve un travail d'apprentie lithographe chez Hollinshead & Kirkham's Unicorn Pottery, avec la désapprobation de ses parents qui pensaient que ses talents artistiques étaient gaspillés de cette manière. Cliff passait ses journées à brosser les surfaces encore humides des tasses et de la vaisselle pour transférer les motifs décoratifs des lithographies. La lithographie étant une forme de décoration efficace et économique, les manufactures avaient besoin de produire des motifs élaborés en quantité.
Entre 1916 et 1918, Cliff prend la décision de déménager dans l'usine de A.J. Wilkinson à Newport, Burslem, pour améliorer ses perspectives de carrière. La plupart des jeunes femmes dans les poteries du Staffordshire reçoit un salaire d'apprentie et, une fois qu'elles maîtrisent une tâche particulière, restent en poste pour maximiser leurs revenus. Cliff est ambitieuse et acquiert des compétences dans le modelage de figurines et de vases, la dorure, la tenue de livres de modèles et la peinture à la main de la vaisselle: le contour, l'émaillage (remplissage des couleurs à l'intérieur du contour) et l'effet de bande (les bandes radiales sur les assiettes ou les récipients). Au début des années 1920, le directeur de la décoration, Jack Walker, attire l'attention de Clarice Cliff sur l'un des propriétaires de l'usine, Arthur Colley Austin Shorter, qui dirige l'entreprise avec son frère John Guy. Ses compétences en tant que décoratrice dépassant celles des autres travailleurs, elle est transférée dans le département dirigé par deux designers expérimentés: John Butler et Fred Ridgway. En 1922, elle est nommée assistante du modéliste. En conséquence, son salaire augmente. Il était inhabituel de passer d'un domaine de travail à un autre, surtout pour une femme, mais Cliff brise la tradition. Colley Shorter a 17 ans de plus que Cliff et devient son mentor, l'aidant à développer ses compétences et ses idées.  Ensemble, ils se rendent au Royal College of Art ainsi qu'à Paris. Ils entament une relation amoureuse alors que Colley est encore marié, il devient son époux par la suite.

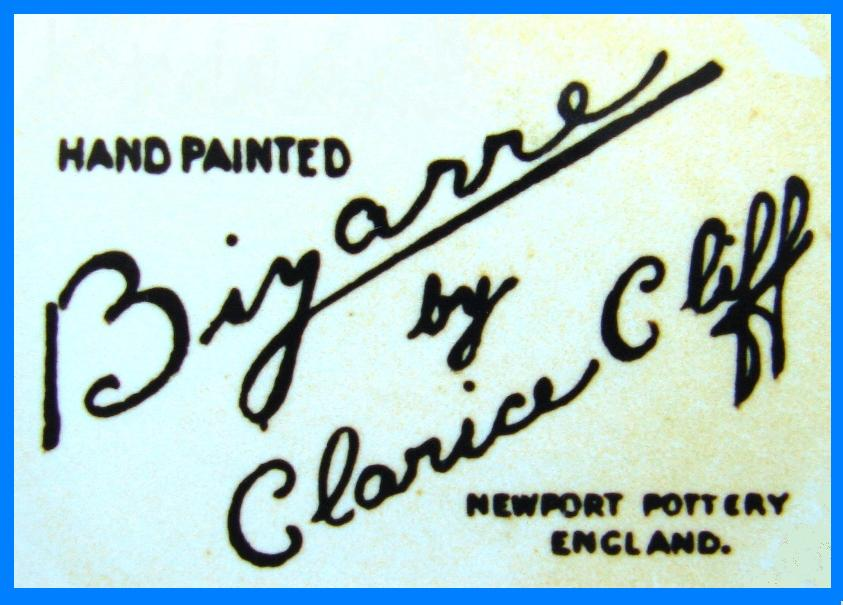
La marque "Bizarre" peinte à la main.

En 1924, elle fait un deuxième apprentissage avec A.J. Wilkinson (à l'âge de 25 ans), en tant que modeleuse. Elle suit les cours du soir à la Burslem School of Art, où Susan Vera Cooper, âgée de 21 ans et en troisième année d'études supérieures, est également inscrite. Cliff travaille également avec le graphiste John Butler (graphiste depuis 20 ans à ce moment) et Fred Ridgway. Ensemble ils font une production de style victorien traditionnel. C'est à cette période que les compétences de Cliff sont reconnues et en 1927, elle possède son propre studio à côté du Newport Pottery que Shorter avait acheté en 1920. Là elle est autorisée à décorer les vieux articles de vaisselle blancs défectueux avec ses propres motifs à main levée. Pour ceux-ci elle utilise de la glaçure qui permet une palette plus lumineuse que les couleurs sous glaçure.

#### La sérieBizarre
Elle couvre les imperfections avec de simples motifs triangulaires dans un style qu'elle appelle « bizarre ». Les premiers modèles ont une marque peinte à la main, normalement, d'une seule couleur : « Bizarre de Clarice Cliff », quelquefois avec la mention « Newport Pottery » en dessous. Les œuvres sont immédiatement populaires. La jeune peintre Gladys Scarlett, rejoint alors Cliff pour l'aider dans la production et bientôt est créée une marque officielle, avec le fac-similé de la signature de l'artiste, qui proclame « fait à la main par Clarice Cliff, Newport Pottery England. » 

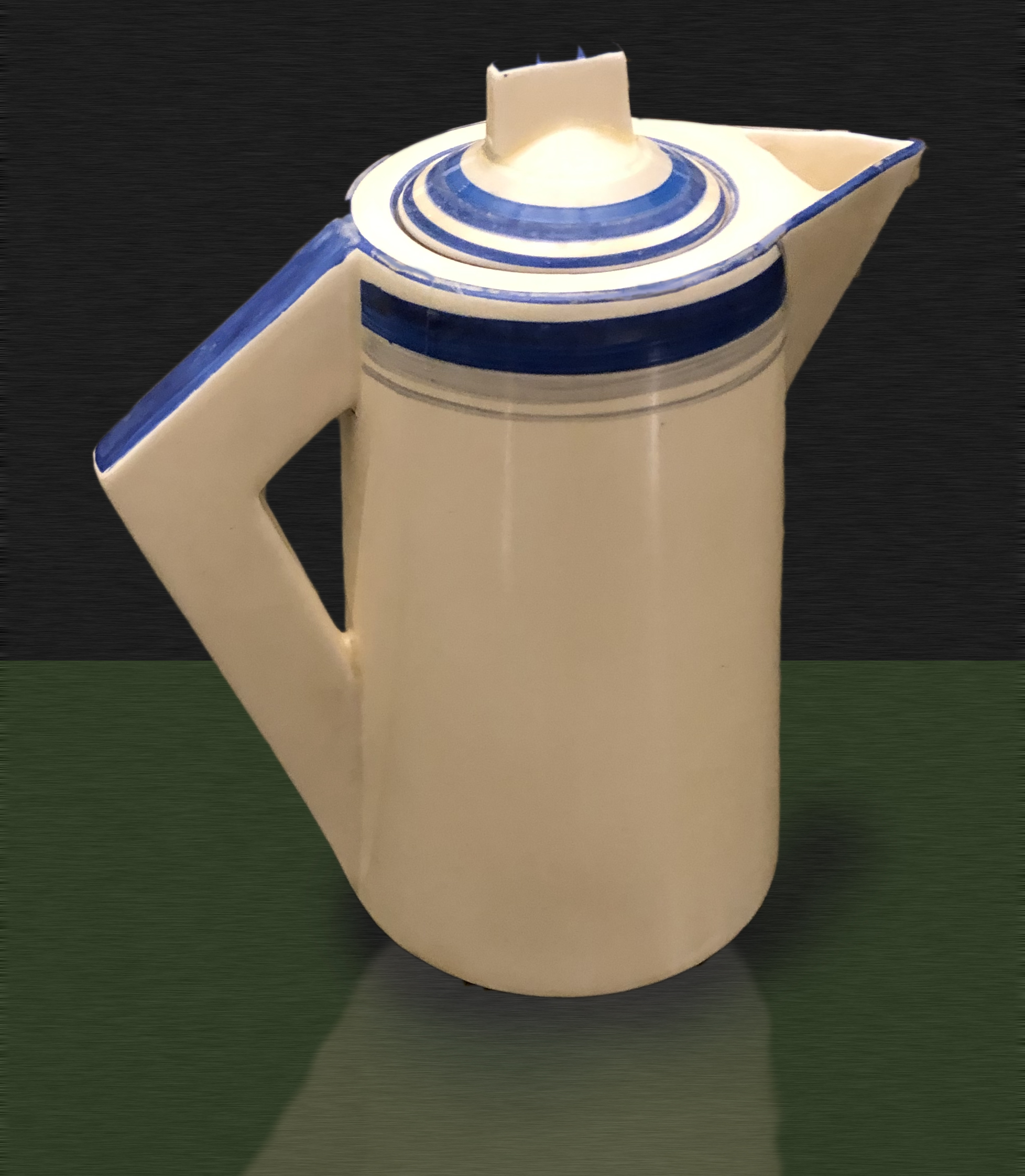
Clarice Cliff, Conical coffee pot 'Bizarre' Blue and White

La signature Bizarre est ensuite utilisée comme marque de fabrique sur toute sa gamme de motifs, de sorte que la fabrique de poterie se réfère dès lors aux premières pièces, peintes avec des triangles simples, comme Bizarre Original.
En 1927, Colley Shorter (qui agit de façon très indépendante de son frère, Guy) envoie la céramiste au Royal College of Art de Kensington à Londres pour deux courtes périodes d'études en mars et mai. Ces dates sont enregistrées dans les archives du Royal College of Art, ce dont se souvient également Gladys Scarlett car elle reste seule à Newport pendant ce laps de temps court pour peindre la nouvelle production « Bizarre»,,. À partir de cette année-là, Clarice Cliff est reconnue pour son travail sur les formes qu'elle a conçues, comme son porte fleurs à forme de bateau viking, bien que la modélisation pour la fabrique ait été enregistrée dans un journal professionnel dès 1923-1924.
À partir de 1929, les formes sont influencées par une tendance plus moderne, souvent angulaire et géométrique, et certaines se rapproche de ce que l'on appellera plus tard le style Art Deco. Des motifs abstraits et cubistes apparaissent dès la série Ravel en 1929 (par exemple la forme conique de la falaise). Le dessin comprend un motif abstrait de feuilles et de fleurs nommé d'après le compositeur Maurice Ravel repris sur une cafetière conique, un sucrier et un pot à lait avec quatre pieds triangulaire. C'est une autre des idées de formes appartenant au concept « Bizarre » de Cliff qui sont devenues populaires auprès de ses clients dès 1930.

#### La période abstraite avec la sérieRavel

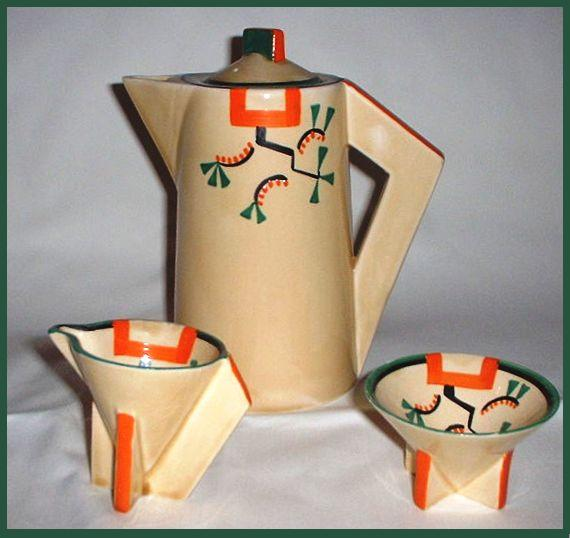
Le motif «Ravel» de Cliff sur des surfaces coniques, pot à lait, sucrier et cafetière en 1930.

La série Ravel est produite entre 1929 et fin 1935. En 1928, Clarice Cliff produit un simple motif de fleur de crocus peint à la main en bleu, orange et violet, chaque fleur étant construite avec des coups de pinceaux vers le haut. Les feuilles vertes sont ajoutées en tenant la pièce à l'envers et en peignant de fines lignes parmi les fleurs. Fabriqué à partir des coups de pinceau individuels, le motif de crocus est entièrement peint à la main et ses couleurs vives attirent immédiatement les clients.
Au début, Clarice Cliff n'emploie qu'une jeune décoratrice pour produire Crocus, Ethel Barrow. Toutefois, alors que les commandes affluent vers 1930, un magasin de décoration séparé est créé sous le dernier étage du bâtiment qui abritait la boutique « Bizarre » , et Ethel Barrow devient responsable de la formation des jeunes peintres pour réalisation du motif. Vingt jeunes femmes peignent 5 jours et demi par semaine, pendant une grande partie des années 1930. Le motif crocus est inhabituel en ce qu'il est produit à la fois sur des services à thé et à café et sur des articles de fantaisie fabriqués principalement comme articles à offrir en cadeau. Le dessin connait de nombreuses variations de couleurs, y compris Crocus violet (1932), Crocus bleu (1935), Sungleam Crocus (1935), Printemps crocus. Sa production continue même après la Première Guerre mondiale, les dernières pièces de la série avec les marques de Clarice Cliff sont produites en 1963, bien que Midwinter (qui a acheté la fabrique) continue à le peindre à la commande jusqu'à la fin de 1968.  

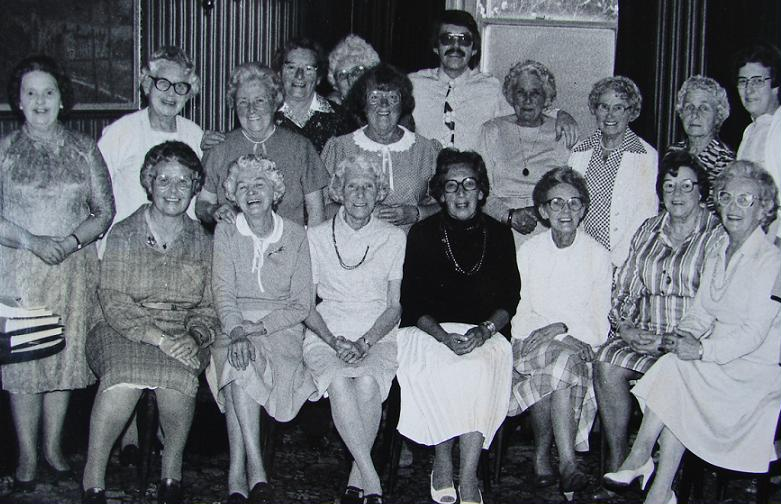
L'équipe de Clarice Cliff, surnommée « The Bizarre Girls », ici en 1986.

Depuis 1929, le groupe de décorateurs de Cliff s'est agrandi avec environ 70 jeunes dessinateurs, pour la plupart des femmes surnommées « The Bizarre Girls », mais il avait aussi quatre garçons qui décoraient sous sa direction. Beaucoup de ces travailleurs sont traçables de 1980 à 1990 lorsqu'ils ont atteint le nombre de 100. Leurs noms et travaux pour le compte de Clarice Cliff sont enregistrés dans le livre du centenaire.  
L'usine produit une série de petits dépliants imprimés en couleur (assez inhabituels pour cette période). Ils pouvaient être commandés par courrier ou récupérés chez les revendeurs. Ce dispositif promotionnel devient clairement un succès, car une jeune fille est embauchée dont le seul travail était de mettre les dépliants dans des enveloppes timbrées adressées envoyées à l'usine. À cette époque, de nombreuses femmes achètent de la poterie grâce à la vente par correspondance des magazines. La série de dépliants, dont chacun couvrait une gamme de pièces dans un style ou un ensemble de couleurs similaire, comprenait des Bizarre, Fantasque, Delecia, Appliqué, Inspiration, Crocus & Gayday et autres. Le dépliant original des motifs Appliqué n'en comportait que deux, Lucerne et Lugano, mais la capacité prolifique de Cliff à concevoir de nouveaux motifs est attestée par le fait qu'en 1932, la gamme Appliqué compte 14 motifs: avec Avignon, Windmill, Red Tree, Idyll, Palermo, Blossom, Caravan, Bird of Paradise, Etna, Garden, Eden et Monsoon en plus des deux originaux.  
La gamme Fantasque évolue entre 1928 et 1934 et comporte principalement des résumés ou des paysages de cottages et d'arbres, et quelques motifs d'inspiration Art Déco,,. Le premier modèle de paysage Fantasque est Trees and House qui s'est vendu de 1930 à au moins 1934. Cependant, c'est le modèle Autumn, un peu plus tardif, plus sophistiqué, publié vers la fin de 1930, qui s'avère être le plus populaire. Créé à l'origine en rouge (corail) vert et noir en 1930, de nombreuses variations de couleurs interviennent et ce dès 1931. Le plus rare reste le coloris rouge représenté sur une plaque murale de 13 pouces (330 mm), car la version la plus répandue est celle avec les arbres en bleu vert et jaune. Toutes ces variations se sont avérées particulièrement collectionnables.

### Les années 1930

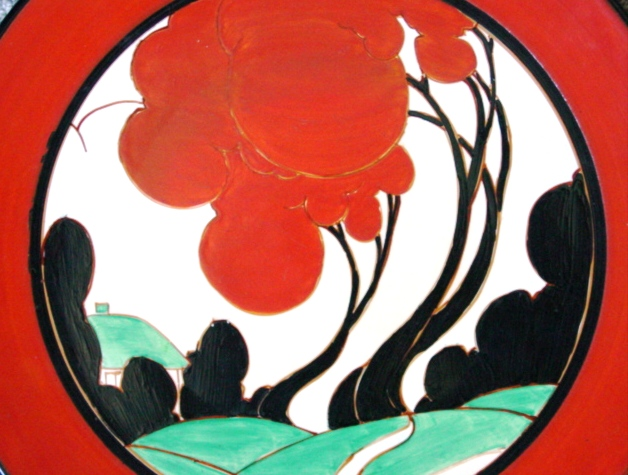
Le motif Autumn, 1930

En 1930, Clarice Cliff est nommée directrice artistique de Newport Pottery et A. J. Wilkinson, les deux usines adjacentes qui produisent ses poteries. Son travail implique de passer plus de temps avec Colley Shorter et ils entament une liaison tenue secrète. Le couple œuvre en étroite collaboration pour faire connaître les articles de la gamme Bizarre afin de susciter l'attention des acheteurs alors que la Grande Dépression des années 1930 rend les choses compliquées. Faisant preuve de prévoyance à long terme, Colley Shorter met alors le nom de Clarice Cliff et certaines de ses formes sous copyright, pratique peu courante pour les œuvres d'une femme à l'époque. L'originalité de la céramiste réside alors dans sa capacité à concevoir des motifs et également des formes sur lesquelles les motifs s'appliquent, ce qui la distingue de ce qui est alors fait dans le secteur de la poterie du Staffordshire à cette époque. Ses premières modélisations, au milieu des années 1920, se manifestent par des figures stylisées, des personnages, des canards, et les articles floraux de Davenport en relief de 1925. En 1929, pendant qu'elle commence les dessins cubistes et les paysages colorés, la modélisation de Cliff prend un nouveau tournant, influencée par les originaux européens de Têtard Frères, Josef Hoffmann et d'autres, qu'elle a vus dans des revues de design, notamment Mobilier et décoration.
Entre 1929 et 1935, Clarice Cliff réalise une quantité de séries de formes, y compris Conical, Bon Jour / Biarritz, Stamford, Eton, Daffodil et Trieste. Dans chacune d'elles, se trouvent des séries pour des services à thé et à café, qui sont très demandées, conduisant à la fabrication de boîtes à biscuits, tamis à sucre, bols et vases ont été réalisés pour élargir la gamme. La série Bon Jour  comporte ainsi 20 formes créées en 1933, et 10 autres ajoutées en 1934. On trouve également d'autres vases, bols et pièces de forme innovantes, tels que le vase Liner, le vase Flower tube, le Lido Lady cendrier et le Age of Jazz.
Durant la Grande Dépression, les œuvres de l'artiste continuent de se vendre à des prix élevés. Ses poteries de la série Bizarre et Fantasque sont vendues en l'Amérique du Nord, Australie, Nouvelle-Zélande, Afrique du Sud, mais pas en Europe continentale. En Grande-Bretagne, de nombreux grands magasins londoniens, tel Harrods les commercialisent. C'est aussi le cas d'autres distributeurs de Londres comme Lawley's, Bon Marche, John Lewis Peter Robinson, Selfridges, John Barker & Co., Warring & Gillow. 

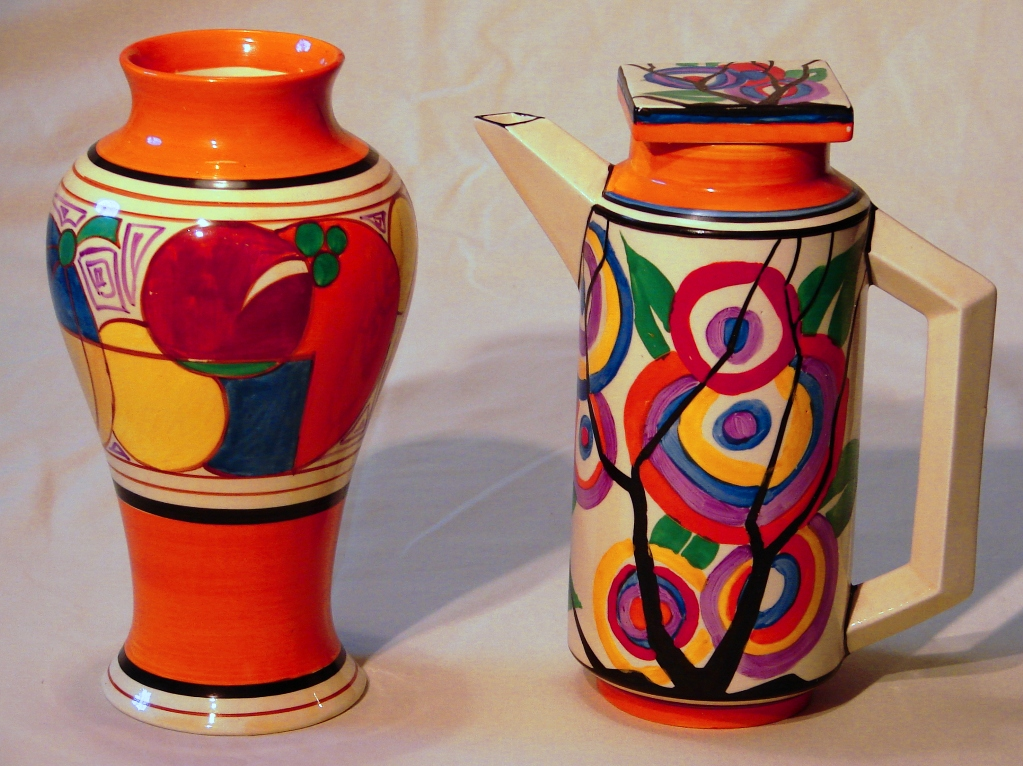
Décor Melon, 1930, sur un vase modèle 14 et Circle Tree sur un pot à café Eton.

Des modèles aux couleurs vives, tels que Melon et Circle Tree voient le jour en 1930. Clarice Cliff fait connaitre ses pièces par des démonstrations de peinture en magasin et, surtout, Shorter et elle ont l'idée de rétribuer des célébrités sponsoriser les œuvres. Des opérations de marketing sont alors menées dans des magazines et par des apparitions dans de grandes boutiques. Parmi les célébrités qui ont collaboré, on retourve : les actrices Adrienne Allen, Marion Lorne, Marie Tempest, le présentateur de la BBC Christopher Stone, la star de la comédie musicale Bobby Howes. 
L'impact de Cliff est mis en évidence par un article du journal Pasadena Evening Post publié en Californie. Il la représente avec un cheval de cinq pieds de haut entièrement fabriqué à partir d'articles de la série '«Bizarre» fabriqués expressément pour promouvoir les articles en Grande-Bretagne. Dans cet article, Clarice Cliff déclare « S'amuser un peu dans mon travail n'en fait pas moins de moi une artiste, et les gens qui apprécient les créations véritablement  belles et originales en poterie ne sont pas effrayés par les facéties innocentes », cette phrase devient sa citation la plus célèbre.
Entre 1932 et 1934, Cliff est la directrice artistique d'un projet majeur impliquant près de 30 artistes de l'époque (à l'initiative du prince de Galles) pour promouvoir le design sur la vaisselle. Les faïences « Artists in Industry » sont produits sous sa direction par des artistes notables tels que Duncan Grant, Paul Nash, Barbara Hepworth, Vanessa Bell et  Laura Knight. Le projet « Modern Art for the Table » est lancé à Harrods, en octobre 1934, mais il reçoit un accueil mitigé du public et de la presse, bien qu'en même temps les propres modèles et formes de la céramiste se vendent en de grandes quantités dans le monde.
Les motifs de Cliff sont très stylisés et interprétés dans des couleurs vives, comme le motif Honolulu de 1933. Les arbres sont émaillés en rouge (corail) orange et jaune. Cliff produit une variation de couleur à ce sujet en changeant simplement les arbres en nuances de bleu et de rose, et cela s'appellet alors Rudyard après un spot de beauté local du Staffordshire.
La renommée et le succès de Clarice Cliff dans les années 1930 sont difficiles à apprécier pleinement aujourd'hui, mais à cette époque, il n'existait pas de «femmes de carrière». La publicité qu'elle reçue dans la presse nationale est sans précédent. Une recherche menée par une étudiante au doctorat sur la presse contemporaine entre 1928 et 1936 a révélé que « 360 articles sur Cliff et son travail sont publiés dans la presse spécialisée, les magazines féminins, les journaux nationaux et locaux ». Cela a mis en contexte lorsqu'il a souligné qu'à la même époque, Susie Cooper, une autre céramiste et designer du Staffordshire, avait "moins de 20 critiques, toutes sauf une dans la presse spécialisée".
Malgré toute la publicité qu'elle reçue, Cliff est en fait assez timide, et dans la plupart des cas, les images de sa poterie sont ce qui dominait le magazine féminin de l'époque. Une photo qui montre Cliff de manière informelle est prise lorsqu'un stockiste sud-africain de ses articles, de Werner Brothers, visite l'usine lors d'un voyage d'achat. Cliff est vu avec la fille de 3 ans et la femme du stockiste. Après la visite, Cliff envoyé à la fille un service à thé pour enfant miniature peint dans son motif Honolulu. 
Au milieu des années 1930, les goûts changent et les articles fortement modelés deviennent à la mode. La série My Garden  publiée à partir de 1934 a ouvert la voie, avec de petites fleurs modelées comme une poignée ou une base sur des formes plus arrondies. Celles-ci est entièrement peintes de couleurs vives - le corps de la vaisselle est recouvert de minces lavages de couleurs - « Verdant » est vert, «Sunrise» jaune et ainsi de suite. La gamme comprend  des vases, des bols, des cruches, un tonneau de biscuit et s'est avérée très populaire comme objet cadeau. Il est produit dans des couleurs plus douces, jusqu'au début de la guerre en 1939.
Parmi les autres formes modélisées, citons le "Raffia de 1937 basé sur la vannerie traditionnelle des Amérindiens, décoré dans un style similaire à eux avec de petits blocs de couleur. Plus populaires sont les articles fortement modelés de la série Harwest, les cruches et les bols  avec du maïs et des fruits. Après la guerre, cette gamme est fortement commercialisée en Amérique du Nord (très patriotiquement) fabriqué en d'Angleterre. Cet article modélisé plus tard attire des prix relativement bas aux enchères.

### Les années 1940
En 1940, après la mort d'Ann Shorter, la femme de Colley, il épousa Cliff et la porte dans sa maison à Chetwynd House sur Northwood Lane à Clayton, Staffordshire. Cette maison Arts and Crafts est conçue en 1899 et est l'une des premières commandes des architectes britanniques Richard Barry Parker et Raymond Unwin qui sont ensuite fortement impliqués dans le projet de Welwyn Garden City.
Pendant la Seconde Guerre mondiale, seule la poterie blanche ordinaire (articles utilitaires) est autorisée en vertu des règlements de guerre, de sorte que Cliff aide à la gestion de la poterie, mais n'a pas est en mesure de continuer le travail de conception. Au lieu de cela, elle  concentre ses talents créatifs sur le jardinage de l'immense jardin de 4 acres (1,6 ha) de Chetwynd House devenu sa passion commune avec Shorter.
Après la guerre, bien que Cliff est parfois nostalgique des années «Bizarres», comme en témoignent les lettres personnelles à des amis, elle semble réaliste et accepte que le goût commercial est pour les articles conservateurs. Clarice Cliff semble aimer jouer un rôle moindre à l'usine, sachant qu'elle ne peut pas retrouver ces folles journées des années trente. Une grande partie de la production d'après-guerre est vendu en Australie, en Nouvelle-Zélande ou en Amérique du Nord, où le goût est pour la vaisselle formelle dans les conceptions anglaises traditionnelles telles que Tonquin  plutôt que les motifs et les formes frappants qui avaient établi la réputation de Cliff; elle ne devait donc jamais retourner au travail créatif. Les articles d'après-guerre ont peu de valeur aux enchères.

### Les dernières années
Colley Shorter meurt en décembre 1963 d'un cancer de la gorge. Cliff souhaite continuer l'activité de la fabrique de poterie, mais les séries que A.J. Wilkinson produit ne sont plus aussi appréciées du public. Wilkinson continue à vendre des articles sous le nom de Cliff jusqu'en 1964 via la fabrique de poterie de Newport. Cliff demande conseil à Edward Oakes et Norman Smith, et en 1964, elle vend l'entreprise à Midwinter et prend sa retraite, vivant ensuite en recluse. Elle vit très mal la vente de la fabrique, s'engageant pour que les peintresses, les "Bizarre Girls" consevent leur emploi. Si en 1964 le travail de Cliff n'est pas reconnu, les choses changent les années suivantes. En 1968 Bevis Hillier publie Art deco of the 20s and 30s, un livre pionnier sur le sujet qui provoque l'intérêt pour l'Art déco. Le Musée et galerie d'art de Brighton organise une exposition sur le Jazz et en 1971 le Minneapolis Institute of Arts organise une exposition intitulée The world of Art Deco.  De décembre 1971 à janvier 1972, le Musée et galerie d'art de Brighton organise une première exposition rétrospective des poteries de Clarice Cliff  à Brighton, East Sussex. Cliff  fourni à contrecœur des commentaires pour le catalogue, mais refuse une invitation à se rendre à l'ouverture.
L'exposition est soutenue par des collectionneurs enthousiastes, y compris Martin Battersby, un des premiers adeptes du design des années 1920 et 30, le premier auteur de cette période à publier des œuvres majeures sur le sujet de l'Art Déco, et un adepte de la céramique de Cliff.
Le 23 octobre 1972, Cliff meurt subitement à Chetwynd House.

## Regain d'intérêt pour son travail
L'exposition et le premier livre publié à compte d'auteur en 1976 Clarice Cliff de Peter Wentworth-Sheilds et Kay Johnson (édition L'Odéon) marque le début d'un regain d'intérêt pour le travail de Cliff, qui continue à être prisé par les collectionneurs de céramique Art Deco.
En 1982, Leonard Griffin, un collectionneur des œuvres de Cliff fonde le Clarice Cliff Collectors Club (CCCC) pour faire la promotion de l'œuvre de Cliff.
Les réunions de Stoke-on-Trent se tiennent à l'ancien atelier de peinture de poterie Bizarre près du canal à Newport, Burslem, de 1987 à 1997, le seul bâtiment restant sur le site.Le site est démoli par Wedgwood en 1997 et le terrain est vendu pour construire des logements. En 1985, une série de pièces est produite sous le titre The Bizarre Collection, avec la marque «Royal Staffordshire Pottery by Clarice Cliff», et commercialisée par la poterie Midwinter. Ces pièces ont toutes peintes à la main, contrairement à certaines des productions ultérieures de Wedgwood, et respectent fidèlement les conceptions et les méthodes de production d'origine à l'exception du tamis conique en crocus. La production a lieu dans les mêmes locaux que la ligne de production d'origine de la poterie de Newport.
Le fondateur du club lance un appel dans le Staffordshire Evening Sentinel et parvient à trouver 28 anciennes décoratrices qui ont travaillé avec Cliff. On les appelle encore les Bizarre girls dans les années 70 et 80. Les anciennes décoratrices de Cliff sont ravies de l'intérêt porté à la poterie qu'elles avaient peinte à la main cinquante ans plus tôt. Elles assistent aux réunions annuelles du club et participent à de nombreux programmes télévisés et radiophoniques sur Cliff. De nombreux livres sont également publiés. Nombre de leurs souvenirs sont enregistrés dans les revues CCCC de 1982 à 2004. Le club organise des réunions et des expositions en Grande-Bretagne, en Amérique du Nord, en Australie et en Nouvelle-Zélande.[réf. nécessaire]
Les trois principaux designs produits sont Honolulu sur un vase Mei Ping de 12 pouces, Summerhouse sur une plaque murale de 13 pouces et une version frappante de Umbrellas and Rain sur un bol conique. Ces pièces peuvent être identifiées par un minuscule "85" imprimé pour l'année de fabrication. Il y a aussi une sélection de six tamiseurs à sucre coniques, encore une fois peints à la main, à l'exception du Crocus  qui est lithographié.
Ces pièces sont une représentation très précise des originaux  et sont devenus très recherchés, notamment parce qu'ils permettent aux collectionneurs d'acquérir d'excellentes pièces et à un prix plus abordable.
De 1992 à 2002 Wedgwood produit, avec le nom de Clarice Cliff, une gamme de haute qualité et en petit nombre de reproductions des pièces très recherchées des années 1930. Parmi ceux-ci il y a: un pot de gingembre «House and Bridge» un grand vase de forme 14 Solitude, une théière à lait et à sucre de forme Stamford  Pink Roof Cottage, un bol conique Tennis et une plaque murale Lightning. De 1996 à 2002, les membres du CCCC fabriquent des pièces qui sont également  vendues dans les principales salles Wedgwood. Les pièces peintes à la main ont cessé leur production en 2002, mais les articles avec des motifs imprimés (non peints à la main) sont fabriqués en plus grande quantité par Wedgwood pendant et après cette période. Ces reproductions ne doivent pas être confondues avec des contrefaçons (dont on trouve un certain nombre), celles de Wedgwood sont clairement marquées comme 'Wedgwood Clarice Cliff'.  Alice Andrews, ancienne peintre de Cliff, alors âgée de 80 ans, est employée pour apparaître lors des lancements de la marchandise dans les magasins de toute la Grande-Bretagne.

## Statut d'artiste
Au milieu des années 1990 la position de Cliff en tant qu'artiste majeure de son époque est confirmée quand son travail et son œuvre sont inclus dans des ouvrages de références internationales majeurs: le  massive Dictionary of Art publié par Macmillan Publishers, et le  Allgemeines Künstlerlexikon de K. G. Saur Verlag.
Le travail du CCCC culmine avec l'exposition pour son centenaire sur  Clarice Cliff, the Art of Bizarre au Musée Wedgwood à Barlaston, Stoke-on-Trent. Après 26 ans d'expérience le club est désormais en ligne. Il ne doit pas être confondu avec une autre organisation qui utilise le même nom dès 2001 après un enregistrement en 1997. Le CCCC était le consultant pour la BBC du drame de Radio 4 The Bizarre Girl, écrit par Lizzie Slater, qui a été décrite  comme étant «un drame éclairant explorant l'ascension de Cliff de sa position subalterne dans le magasin  au poste de directrice d'art de l'entreprise, illustrant  comme une jeune fille issue d'un milieur ouvrier pouvait apporter de l'art moderne à la société.». Le drame est diffusé en décembre 2000.

## Collection des œuvres de Cliff

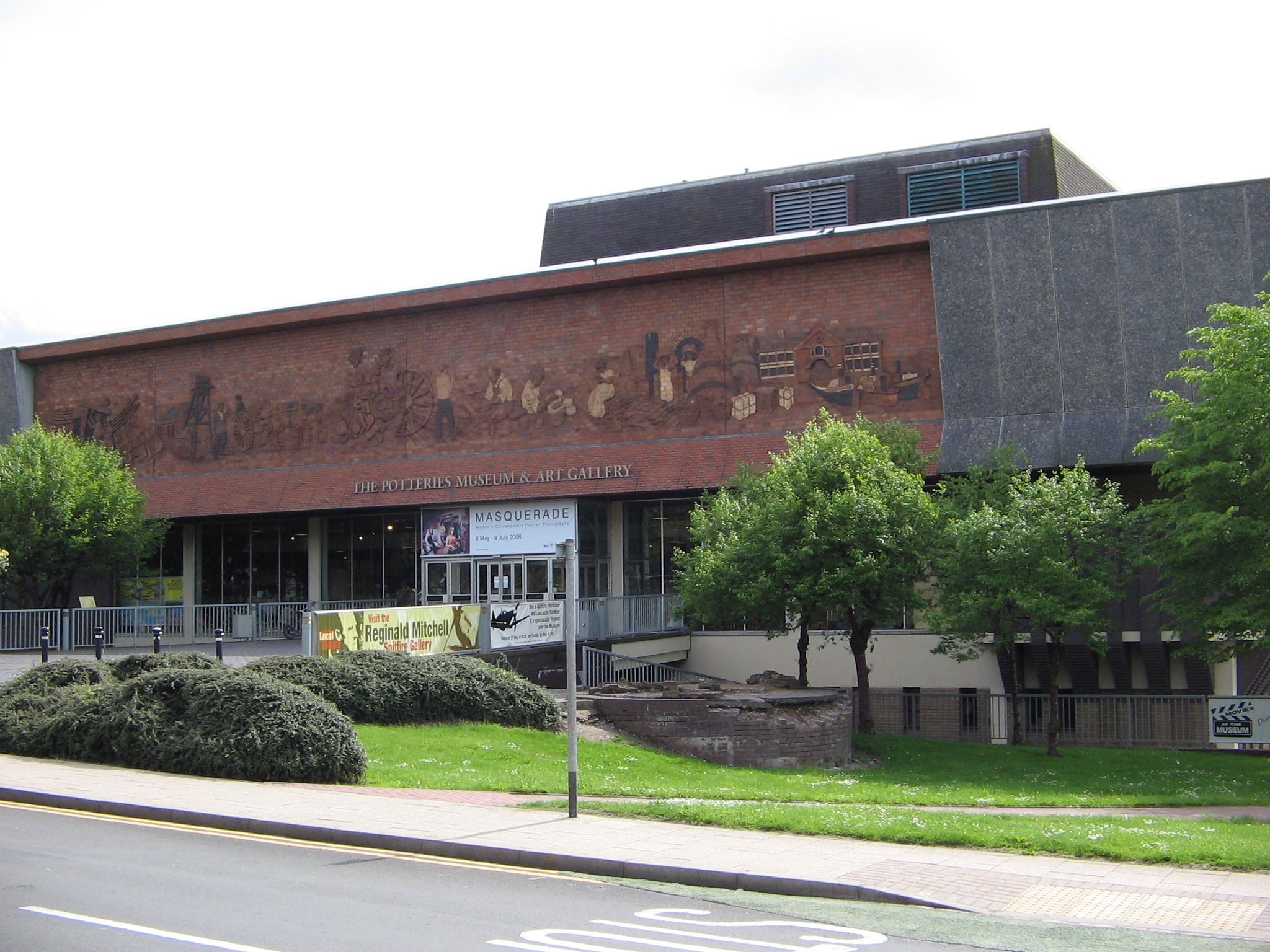
Musée de Stoke-on-Trent abritant des collections des œuvres de Clarice Cliff.

Les œuvres de Cliff sont populaires et appréciées des personnes collectionneuses. En 2002 Peter Wenworth et Kay Johnson, qui ont écrit le livre Clarice Cliff de 1976 retournent en Grande-Bretagne pour donner des conférences à la CCCCC organisée par  Christie's à South Kensington. Wenworth et Johnson parlent de l'époque où ils commencent leur collecte d'œuvres, et notamment de leur premier achat, une « jarre athénienne dite "summerhouse" pour 7 shillings et 6 pences, 35 pences ». Wenworth avait parlé à Cliff au téléphone mais elle refuse l'interview. Johnson et Wenworth révèlent travailler tous deux pour Stanley Kubrick lors de la rédaction du livre. Kay Johnson était l'assistante personnelle de Kubrick, et Wenwortth en tant que décorateur d'intérieur avait décoré une pièce du film Orange mécanique avec une frise inspirée d'un paysage original de Clarice Cliff.
Des combinaisons rares de forme et de motifs sur une œuvre conduisent à des prix élevés lors des ventes aux enchères. Le prix record mondial pour une œuvre de Clarice Cliff est detenu par Christie's à South Kensington, Londres, qui a vendu une plaque murale de 18 pouces (457,2 mm) du motif May Avenue pour  £39,500 livres en 2004. Peu après cela dans la même salle d'enchères est vendu un vase de 8 pouces de la série Sunspots pour  20,000 £.
Un vase rare de la série dite Red Autumn  de forme 369 est vendu pour 4 900 £ chez Fielding's auctioneers, à Stourbridge  dans les Midlands de l'Ouest (comté) et les commissaires priseurs de Woolley and Wallis Salisbury vendent un vase miniature de 3 pouces (76,2 mm)  de la série  Café (utilisée comme un échantillon commercial dans les années 1930) pour 3 000 £. En mai 2009 une plaque murale de 18 inch de la série May Avenue est vendue pour £20,500 livres chez Fielding.
Anna Wintour et Whoopi Goldberg sont des collectionneuses de l'œuvre de Cliff.

## Hommages et postérités
En 1971 le  Minneapolis Institute of Art la reconnait comme une artiste influente du mouvement de l'Art deco.
En 2021, Claire McCarthy réalisa le film The Colour Room (en) sur la vie de l'artiste avec Phoebe Dynevor en tant qu'interprète principale.